# Wahlkreis Erzgebirge 5
Der Wahlkreis Erzgebirge 5 (Wahlkreis 16) ist ein Landtagswahlkreis in Sachsen. Er umfasst die Städte Pockau-Lengefeld, Marienberg, Olbernhau, Wolkenstein und Zschopau sowie die Gemeinden Börnichen/Erzgeb., Deutschneudorf, Drebach, Gornau/Erzgeb., Großolbersdorf, Großrückerswalde, Grünhainichen, Heidersdorf und Seiffen/Erzgeb. (Kurort) und damit einen Teil des Erzgebirgskreises. Bei der letzten Landtagswahl (im Jahr 2019) waren 60.146 Einwohner wahlberechtigt.

## Wahl 2024
Die Landtagswahl 2024 führte zu folgendem Ergebnis:
| Direktkandidat       | Partei              | Erststimmen in % | Zweitstimmen in % |
| -------------------- | ------------------- | ---------------- | ----------------- |
| Jörg Markert         | CDU                 | 31,2             | 33,6              |
| Arthur Österle       | AfD                 | 38,3             | 35,7              |
| Andreas Heilsberg    | Die Linke           | 2,2              | 1,8               |
| Sebastian Walter     | GRÜNE               | 1,1              | 1,4               |
| Andreas Haustein     | SPD                 | 5,1              | 4,5               |
| Heinz-Peter Haustein | FDP                 | 6,8              | 1,1               |
| Günther Schneider    | Freie Wähler        | 5,8              | 2,7               |
| –                    | Die Partei          | –                | 0,5               |
| –                    | Piraten             | –                | 0,1               |
| –                    | ÖDP                 | –                | 0,1               |
| –                    | BüSo                | –                | 0,1               |
| –                    | Tierschutz hier!    | –                | 0,9               |
| –                    | dieBasis            | –                | 0,1               |
| –                    | Bündnis C           | –                | 0,5               |
| –                    | Bündnis Deutschland | –                | 0,3               |
| János Füleki         | BSW                 | 9,4              | 12,9              |
| –                    | Freie Sachsen       | –                | 3,3               |
| –                    | V-Partei3           | –                | 0,1               |
| –                    | WU                  | –                | 0,3               |

## Wahl 2019
Vorläufiges Ergebnis der Landtagswahl am 1. September 2019 im Wahlkreis 17 – Erzgebirge 5:
(Ergebnisse in Prozent)
| Direktkandidat  | Partei               | Direktstimmen | Listenstimmen |
| --------------- | -------------------- | ------------- | ------------- |
| Jörg Markert    | CDU                  | 34,6          | 36,2          |
| Kathleen Noack  | Die Linke            | 10,1          | 8,8           |
| Richard Ringeis | SPD                  | 6,7           | 7,1           |
| Torsten Gahler  | AfD                  | 32,0          | 31,4          |
| Kay Meister     | GRÜNE                | 5,4           | 3,6           |
| –               | NPD                  | –             | 0,8           |
| Tino Günther    | FDP                  | 6,5           | 4,6           |
| Marc Schwan     | Freie Wähler         | 4,9           | 3,2           |
| –               | Tierschutz           | –             | 1,4           |
| –               | Piraten              | –             | 0,2           |
| –               | Die PARTEI           | –             | 1,0           |
| –               | BüSo                 | –             | 0,1           |
| –               | ADPM                 | –             | 0,2           |
| –               | Blaue Partei         | –             | 0,3           |
| –               | KPD                  | –             | 0,1           |
| –               | ÖDP                  | –             | 0,2           |
| –               | Die Humanisten       | –             | 0,1           |
| –               | PDV                  | –             | 0,1           |
| –               | Gesundheitsforschung | –             | 0,6           |

| Wahlberechtigte | 60.146 |
| Wahlbeteiligung | 67,8 % |

## Wahl 2014
Amtliches Endergebnis der Landtagswahl am 31. August 2014 im Wahlkreis 17 – Erzgebirge 5:
(Ergebnisse in Prozent)
| Direktkandidat    | Partei          | Direktstimmen | Listenstimmen |
| ----------------- | --------------- | ------------- | ------------- |
| Günther Schneider | CDU             | 46,8          | 45,1          |
| Wolfgang Musch    | Die Linke       | 17,8          | 17,2          |
| Sven Hänel        | SPD             | 9,4           | 10,2          |
| Johannes Günther  | FDP             | 5,9           | 5,3           |
| Stefan Vogler     | GRÜNE           | 3,5           | 2,9           |
| David Schröer     | NPD             | 4,6           | 5,2           |
| –                 | Tierschutz      | –             | 1,0           |
| Max Kolbe         | Piraten         | 0,8           | 0,6           |
| –                 | BüSo            | –             | 0,1           |
| –                 | DSU             | –             | 0,2           |
| Carsten Hütter    | AfD             | 9,6           | 10,5          |
| –                 | pro Deutschland | –             | 0,2           |
| Günter Palm       | Freie Wähler    | 1,5           | 1,2           |
| –                 | Die PARTEI      | –             | 0,3           |

| Wahlberechtigte | 63.590 |
| Wahlbeteiligung | 52,1 % |

## Wahl 2009
| Amtliches Endergebnis der Landtagswahl am 30. August 2009 in Sachsen im Wahlkreis 018 Mittleres Erzgebirge (Ergebnisse in Prozent) |

| Direktkandidat    | Partei          | Erststimmen in % | Zweitstimmen in % |
| ----------------- | --------------- | ---------------- | ----------------- |
| Günther Schneider | CDU             | 41,9             | 41,8              |
| Wolfgang Musch    | Die Linke       | 19,7             | 18,8              |
| Daniel Großmann   | SPD             | 7,6              | 7,7               |
| Rico George       | NPD             | 7,2              | 7,1               |
| Tino Günther      | FDP             | 19,4             | 14,8              |
| Hein Volkmer      | GRÜNE           | 4,2              | 3,4               |
| -                 | Tierschutz      | -                | 2,2               |
| -                 | PBC             | -                | 0,9               |
| -                 | BüSo            | -                | 0,1               |
| -                 | DSU             | -                | 0,1               |
| -                 | REP             | -                | 0,3               |
| -                 | Freie Sachsen   | -                | 1,2               |
| -                 | FP Deutschlands | -                | 0,1               |
| -                 | Humanwirtschaft | -                | 0,1               |
| -                 | Piraten         | -                | 1,3               |
| -                 | SVP             | -                | 0,3               |

## Wahl 2004
Die Landtagswahl 2004 hatte folgendes Ergebnis:
| Direktkandidat    | Partei     | Erststimmen in % | Zweitstimmen in % |
| ----------------- | ---------- | ---------------- | ----------------- |
| Günther Schneider | CDU        | 48,9             | 45,0              |
| Rüdiger Zils      | PDS        | 25,2             | 20,3              |
| Gisela Schwarz    | SPD        | 9,7              | 7,2               |
| Hein Volkmar      | GRÜNE      | 3,3              | 2,6               |
| -                 | NPD        | -                | 12,4              |
| Tino Günther      | FDP        | 12,9             | 7,5               |
| -                 | DSU        | -                | 0,4               |
| -                 | PBC        | -                | 1,2               |
| -                 | GRAUE      | -                | 0,6               |
| -                 | BüSo       | -                | 0,3               |
| -                 | AUFBRUCH   | -                | 0,5               |
| -                 | DGG        | -                | 0,4               |
| -                 | Tierschutz | -                | 1,8               |

## Wahl 1999
Die Landtagswahl 1999 hatte folgendes Ergebnis:
| Direktkandidat  | Partei          | Erststimmen in % | Zweitstimmen in % |
| --------------- | --------------- | ---------------- | ----------------- |
| Christine Weber | CDU             | 61,1             | 62,6              |
| Gisela Schwarz  | SPD             | 13,8             | 9,2               |
| Jürgen Hetzner  | PDS             | 21,6             | 18,8              |
| -               | GRÜNE           | -                | 1,7               |
| Rainer Ortleb   | FDP             | 3,5              | 1,3               |
| -               | BüSo            | -                | 0,1               |
| -               | DSU             | -                | 0,3               |
| -               | GRAUE           | -                | 0,2               |
| -               | REP             | -                | 1,9               |
| -               | FP Deutschlands | -                | 0,1               |
| -               | Pro DM          | -                | 2,0               |
| -               | KPD             | -                | 0,1               |
| -               | NPD             | -                | 1,1               |
| -               | FORUM           | -                | 0,2               |
| -               | PBC             | -                | 0,6               |

## Wahl 1994
Die Landtagswahl 1994 hatte folgendes Ergebnis:
| Direktkandidat     | Partei | Erststimmen in % | Zweitstimmen in % |
| ------------------ | ------ | ---------------- | ----------------- |
| Christine Weber    | CDU    | 49,7             | 63,6              |
| Gisela Schwarz     | SPD    | 24,7             | 16,3              |
| Tino Günther       | FDP    | 8,2              | 2,1               |
| Joachim Kötz       | GRÜNE  | 6,3              | 3,0               |
| -                  | DSU    | -                | 0,4               |
| -                  | REP    | -                | 1,8               |
| -                  | FORUM  | -                | 0,8               |
| Gerhard Olschewski | PDS    | 11,2             | 11,6              |
| -                  | SP     | -                | 0,4               |

## Bisherige Abgeordnete
Direkt gewählte Abgeordnete des Wahlkreises Mittleres Erzgebirge waren:
| Jahr | Name              | Partei | Anteil der Erststimmen |
| ---- | ----------------- | ------ | ---------------------- |
| 2009 | Günther Schneider | CDU    | 41,9 %                 |
| 2004 | Günther Schneider | CDU    | 48,9 %                 |
| 1999 | Christine Weber   | CDU    | 61,1 %                 |
| 1994 | Christine Weber   | CDU    | 49,7 %                 |

## Landtagswahlen 1990–2009
Die Ergebnisse der Landtagswahlen seit 1990 im Gebiet des heutigen Wahlkreises Mittleres Erzgebirge waren (Zweit- bzw. Listenstimmen):
| Partei        | 1990 | 1994 | 1999 | 2004 | 2009 |
| ------------- | ---- | ---- | ---- | ---- | ---- |
| CDU           | 61,4 | 63,7 | 62,5 | 45,2 | 41,8 |
| PDS/Die Linke | 7,0  | 11,5 | 18,8 | 20,2 | 18,8 |
| SPD           | 16,7 | 16,4 | 9,3  | 7,4  | 7,7  |
| NPD           | 0,8  | -    | 1,0  | 12,1 | 7,1  |
| FDP           | 4,4  | 2,1  | 1,3  | 7,4  | 14,8 |
| GRÜNE         | 4,8  | 3,0  | 1,7  | 2,7  | 3,4  |
| Sonstige      | 4,9  | 3,4  | 5,4  | 5,1  | 6,4  |